# Liste des épisodes des 100
La liste des épisodes des 100 (The 100), série télévisée américaine, sera constituée de 100 épisodes.

## Panorama des saisons
| Saison | Nombre d'épisodes | Diffusion originale sur The CW | Diffusion originale sur The CW | Diffusion originale sur The CW |
| Saison | Nombre d'épisodes | Années                         | Début de saison                | Fin de saison                  |
| ------ | ----------------- | ------------------------------ | ------------------------------ | ------------------------------ |
| 1      | 13                | 2014                           | 19 mars 2014                   | 11 juin 2014                   |
| 2      | 16                | 2014-2015                      | 22 octobre 2014                | 11 mars 2015                   |
| 3      | 16                | 2016                           | 21 janvier 2016                | 19 mai 2016                    |
| 4      | 13                | 2017                           | 1er février 2017               | 24 mai 2017                    |
| 5      | 13                | 2018                           | 24 avril 2018                  | 7 août 2018                    |
| 6      | 13                | 2019                           | 30 avril 2019                  | 6 août 2019                    |
| 7      | 16                | 2020                           | 20 mai 2020                    | 30 septembre 2020              |

## Liste des épisodes

### Première saison (2014)
Composée de treize épisodes, elle a été diffusée du 19 mars 2014 au 11 juin 2014 sur The CW, aux États-Unis.
1. L'Exil (Pilot)
2. Retirez vos bracelets ! / Signes de vie ( Earth Skills)
3. Sciences de la Terre / Une question de courage (Earth Kills)
4. La Loi de Murphy (Murphy's Law)
5. Une lueur d'espoir (Twilight's Last Gleaming)
6. Responsabilité (His Sister’s Keeper)
7. Sous pression (Contents Under Pressure)
8. Une excursion stupéfiante (Day Trip)
9. La Journée de l'unité (Unity Day)
10. Maintenant je suis la mort (I Am Become Death)
11. Le Calme (The Calm)
12. Natifs de la Terre, première partie (We Are Grounders: Part One)
13. Natifs de la Terre, deuxième partie (We Are Grounders: Part Two)

### Deuxième saison (2014-2015)
Le 8 mai 2014, la série a été renouvelée pour une deuxième saison de seize épisodes. Elle a été diffusée du 22 octobre 2014 au 11 mars 2015 sur The CW, aux États-Unis.
1. 48 (The 48)
2. Mal des montagnes (Inclement Weather)
3. Actes et Conséquences (Reapercussions)
4. Les Meilleurs Ennemis (Many Happy Returns)
5. Expérimentations (Human Trials)
6. Le Brouillard de la guerre (Fog of War)
7. Plongée dans l'abîme (Long Into an Abyss)
8. Spacewalker (Spacewalker)
9. Fragile Alliance (Remember Me)
10. La Trêve (Survival of the Fittest)
11. Cheval de Troie (Coup de Grâce)
12. Conseil de guerre (Rubicon)
13. Résurrection (Resurrection)
14. Vérités et Mensonges (Bodyguard of Lies)
15. Sang pour sang, première partie (Blood Must Have Blood: Part One)
16. Sang pour sang, deuxième partie (Blood Must Have Blood: Part Two)

### Troisième saison (2016)
Le 11 janvier 2015, la série est renouvelée pour une troisième saison de seize épisodes. Elle a été diffusée du 21 janvier au 19 mai 2016 sur The CW, aux États-Unis.
1. Wanheda, première partie (Wanheda: Part One)
2. Wanheda, deuxième partie (Wanheda: Part Two)
3. Le Treizième Clan (Ye Who Enter Here)
4. Attention aux trônes (Watch the Thrones)
5. Hakeldama (Hakeldama)
6. Une moisson d'amertume (Bitter Harvest)
7. La Treizième Station (Thirteen)
8. Choisissez votre camp (Terms and Conditions)
9. Le Choix de l'esprit (Stealing Fire)
10. Prise et Emprise (Fallen)
11. Plus jamais (Nevermore)
12. Ascende Superius (Demons)
13. La Pastille ou la Mort (Join or Die)
14. Ciel rouge à l'aube (Red Sky at Morning)
15. Perversion de l'instanciation, première partie (Perverse Instantiation: Part One)
16. Perversion de l'instanciation, deuxième partie (Perverse Instantiation: Part Two)

### Quatrième saison (2017)
Le 11 mars 2016, la série est renouvelée pour une quatrième saison de treize épisodes. Elle a été diffusée du 1er février au 24 mai 2017 sur The CW, aux États-Unis.
1. Échos (Echoes)
2. Une couronne lourde à porter (Heavy Lies the Crown)
3. Les Quatre Cavaliers (The Four Horseman)
4. Un mensonge bien gardé (A Lie Guarded)
5. Dans la poudrière (The Tinder Box)
6. Nous renaîtrons (We Will Rise)
7. La Pluie radioactive (Gimme Shelter)
8. Foi et Confiance (God Complex)
9. Adieux (DNR)
10. Mourez dans la joie (Die All, Die Merrily)
11. De l'autre côté (The Other Side)
12. Les Élus (The Chosen)
13. Praimfaya (Praimfaya)

### Cinquième saison (2018)
Le 10 mars 2017, la série a été renouvelée pour une cinquième saison de treize épisodes. Elle a été diffusée du 24 avril au 7 août 2018 sur The CW, aux États-Unis.
1. L'Éden (Eden)
2. La Reine au sang Rouge (Red Queen)
3. Cryo-sommeil (Sleeping Giants)
4. La Boîte de Pandore (Pandora's Box)
5. Tempête de sable (Shifting Sands)
6. L'Espionne (Exit Wounds)
7. Sacrifices (Acceptable Losses)
8. Le Chemin vers la paix (How We Get to Peace)
9. Sic Semper Tyrannis (Sic Semper Tyrannis)
10. Préparez les guerriers ! (The Warriors Will)
11. L'Année obscure (The Dark Year)
12. Damoclès, première partie (Damocles: Part One)
13. Damoclès, deuxième partie (Damocles: Part Two)

### Sixième saison (2019)
Le 7 mai 2018, la série a été renouvelée pour une sixième saison. Elle a été diffusée du 30 avril au 6 août 2019 sur The CW, aux États-Unis.
1. Planète Alpha (Sanctum)
2. Le Lever du soleil rouge (Red Sun Rising)
3. Les Enfants de Gabriel (The Children of Gabriel)
4. Les Visages sous verre (The Face Behind the Glass)
5. Le Retour de Josephine (The Gospel of Josephine)
6. Œil pour œil… (Memento Mori)
7. Jeux d'esprits (Nevermind)
8. Le Vieil Homme et l'Anomalie (The Old Man and the Anomaly)
9. Rédemption (What you take with you)
10. La Chasse aux sorcières (Matryoshka)
11. Tu redeviendras poussière (Ashes to Ashes)
12. Les Retrouvailles (Adjustment Protocol)
13. Le Sang de Sanctum (The Blood of Sanctum)

### Septième saison (2020)
Le 24 avril 2019, la série a été renouvelée pour une septième et dernière saison de seize épisodes, diffusée du 20 mai jusqu'au 30 septembre 2020 sur The CW, aux États-Unis.
1. Renaissance (From the Ashes)
2. Skyring (The Garden)
3. Dieux factices (False Gods)
4. Les Hespérides (Hesperides)
5. Bienvenue sur Bardo (Welcome to Bardo)
6. Impasses (Nakara)
7. Échec et mat (The Queen's Gambit)
8. Anaconda (Anaconda)
9. À genoux ! (The Flock)
10. Une once de sacrifice (A Little Sacrifice)
11. Etherea (Etherea)
12. Plier le genou ou mourir (The Stranger)
13. Nouvelle Éclipse (Blood Giant)
14. Retour aux sources (A Sort of Homecoming )
15. La Mort de la lumière (The Dying of the Light)
16. La Dernière des guerres (The Last War)